# Leesburg (Virginia)
Leesburg è una città storica e capoluogo di contea della contea di Loudoun nello Stato statunitense della Virginia.
Leesburg si trova a 53 km in direzione ovest nord-ovest da Washington alle pendici delle Catoctin Mountain ed adiacente al fiume Potomac.
La città, come del resto l'intera contea di Loudoun, ha avuto una notevole crescita demografica negli ultimi trenta anni, trasformandosi da piccola comunità rurale del Piedmont a città residenziale per i pendolari che lavorano a Washington.
Leesburg è anche la sede del Washington Air Route Traffic Control Center a cui fa capo la Federal Aviation Administration.

## Geografia e Clima
Secondo lo United States Census Bureau la città ha una superficie totale di 30 km², tutti composti da terra.
Leesburg si trova nella zona nord del Piedmont alla base della catena orientale dei Monti Blue Ridge, le Catoctin mountain. La città è situata in un'area del Piedmont denominata Culpeper Basin (un mare interno durante il periodo giurassico) nella valle del fiume Potomac.
Il clima è di tipo subtropicale umido ( Cfa secondo la classificazione dei climi di Köppen)
| Medie assolute / Mese     | Media         | Gen  | Feb  | Mar  | Apr  | Mag  | Giu   | Lug  | Ago  | Set   | Ott  | Nov  | Dic  |
| ------------------------- | ------------- | ---- | ---- | ---- | ---- | ---- | ----- | ---- | ---- | ----- | ---- | ---- | ---- |
| Medie Massime             | 18.9          | 5.6  | 7.8  | 12.8 | 18.3 | 23.3 | 27.8  | 30.6 | 30   | 26.1  | 20.6 | 13.9 | 8.3  |
| Medie minime              | 5.6           | -6.1 | -5.6 | -0.6 | 3.9  | 9.4  | 14.4  | 17.2 | 16.1 | 12.2  | 5.6  | 0.6  | -3.9 |
| Precipitazioni millimetri | Anno: 1,097.5 | 83.6 | 62.7 | 92.5 | 88.4 | 113  | 106.9 | 93.5 | 97   | 105.7 | 85.9 | 89.4 | 79   |
| Fonte:                    |               |      |      |      |      |      |       |      |      |       |      |      |      |

## Storia

### Epoca precoloniale
Prima dell'insediamento europeo, l'area nei dintorni di Leesburg era occupata da varie tribù di nativi americani. John Lederer testimoniò nel 1670 che l'intera regione del Piedmont era un tempo popolata dai "Tacci alias Dogi" ma che le tribù di lingua sioux, provenienti da nord-ovest, l'avevano occupata per 400 anni.
Nel 1699, gli algonchini Piscataway si spostarono su un'isola sul Potomac nelle vicinanze di Leesburg e si trovavano ancora li quando arrivarono i primi europei.
Una delle maggiori rotte di viaggio degli indiani d'America, conosciuta come Old Carolina road, passava da Leesburg. Fu lungo questa rotta, a circa 3 km a sud della città, che in una data ancora sconosciuta si combatté una sanguinosa battaglia tra le guerreggianti tribù dei Lenape del New Jersey e i Catawba della Carolina del Sud. I Lenape si erano diretti a sud per attaccare i loro nemici, ma mentre ritornavano a nord un gruppo di Catawaba li raggiunse prima che essi superassero il fiume Potomac. I Lenape ebbero la meglio e i sopravvissuti seppellirono i loro morti in un enorme tumulo. I primi coloni riferivano che i Lenape per molti anni a seguire tornavano al tumulo per onorare i loro defunti. Anche se la data esatta della battaglia non è conosciuta, sembra che le due tribù fossero in guerra tra il secondo e terzo decennio del diciottesimo secolo.

### Epoca coloniale e fondazione
La colonizzazione europea dell'area circostante l'attuale città iniziò nella prima metà del Settecento da parte di agricoltori provenienti da sud e da est che crearono qui grandi fattorie e piantagioni.Molte tra le più importanti famiglie della Virginia coloniale erano tra questi coloni, inclusi i Carter, i Lee e i Mason. La fondazione di Leesburg avvenne qualche tempo prima del 1755, quando Nicholas Minor acquisto della terra intorno all'intersezione tra la Old Carolina Road (l'attuale U.S. Route 15) e la Potomac Ridge Road (l'attuale U.S. Route 7) e vi costruì una taverna. Nonostante lo scarso sviluppo nei dintorni della taverna fino alla formazione della contea di Loudoun nel 1757, Minor soprannominò i pochi edifici “George Town” in onore dell'allora regnante della Gran Bretagna Giorgio II. La prosperità del piccolo villaggio cambiò decisamente l'anno successivo quando il Concilio coloniale britannico decise di stabilire il palazzo di giustizia della contea proprio all'incrocio tra le due grandi strade. Il 12 ottobre del 1758 l'Assemblea generale della Virginia fondò la città di Leesburg sui 60 acri a disposizione di Minor. Il nome Leesburg fu scelto in onore dell'influente Thomas Lee e non, come popolarmente viene supposto, in onore del figlio di questo Francis Lightfoot Lee

### Guerra d'indipendenza
Durante la guerra anglo-americana del 1812 la città servì temporaneamente come rifugio per il Governo degli Stati Uniti d'America e gli archivi dello stato (inclusi la Dichiarazione d'indipendenza americana, la Costituzione americana e i ritratti dei primi leader americani) ma questo dovette spostarsi a Washington, D.C per sfuggire all'esercito britannico. Quando la ricostruzione del Campidoglio inizio venne utilizzato il marmo del Potomac proveniente dalle cave appena a sud di Leesburg.

### Guerra civile
Agli inizi della guerra civile americana Leesburg fu il teatro della Battaglia di Bulls Bluff, una clamorosa vittoria per l'esercito confederato. Il campo di battaglia è oggi contrassegnato da uno dei più piccoli cimiteri nazionali americani. La città passò più volte sotto il controllo di entrambi gli eserciti, esercito confederato ed esercito unionista, dato che entrambi attraversarono l'area durante le campagne del Maryland e di Gettysburg. La battaglia di Mile Hill è stata combattuta poco più a nord prima dell'occupazione della città da parte del generale Robert E.Lee nel settembre del 1862.

### XX secolo
Nel ventesimo secolo Leesburg è stata la casa di personaggi importanti come il generale George C. Marshall, ideatore del famoso Piano Marshall che aiuto l'Europa a rialzarsi dopo gli orrori della seconda guerra mondiale, e il conduttore radiofonico e televisivo Arthur Godfrey, che donò alla città il terreno per la costruzione del suo primo aeroporto.
Attualmente la città continua ad essere centro del governo e del commercio della contea di Loudoun. Dal 1970 il distretto storico di Leesburg è stato incluso nel National Register of Historic Places, e citato come uno dei meglio preservati e più pittoreschi centri della Virginia.

### Luoghi d'interesse storico
L'area di Leesburg contiene 21 siti storici menzionati nel National Register of Historic Places, inclusi:
- Dodona manor, la casa, ristrutturata, dove abitò George C. Marshall dal 1941 fino alla sua morte nel 1959[10].
- Morven Park, la tenuta del governatore della Virginia Westmoreland Davis
- Oatlands Plantation, tenuta annoverata tra i National Historic landmarks, una delle prime della Virginia.
- Il White's Ferry, l'unico traghetto sul fiume potomac, si tratta di un traghetto a cavo che ha il suo capolinea appena fuori dalla città ed è in funzione fin dal 1828.

## Società

### Evoluzione demografica
| Città di Leesburg Andamento della popolazione | Città di Leesburg Andamento della popolazione |
| --------------------------------------------- | --------------------------------------------- |
| 1850                                          | 1.691                                         |
| 1860                                          | 1.130                                         |
| 1870                                          | 1.144                                         |
| 1880                                          | 1.726                                         |
| 1890                                          | 1.650                                         |
| 1900                                          | 1.513                                         |
| 1910                                          | 1.597                                         |
| 1920                                          | 1.545                                         |
| 1930                                          | 1.640                                         |
| 1940                                          | 1.698                                         |
| 1950                                          | 1.703                                         |
| 1960                                          | 2.869                                         |
| 1970                                          | 4.821                                         |
| 1980                                          | 8.357                                         |
| 1990                                          | 16.202                                        |
| 2000                                          | 28.311                                        |
| 2010                                          | 42.616                                        |

Un censimento del 1º giugno 2006 stimava la popolazione di Leesburg di 37.476 persone. Secondo un censimento precedente, del 2000, vi sono in città 10.325 nuclei famigliari e 7,258 famiglie residenti. Ci sono 10.671 abitazioni, e una densità media di 355,2 abitazioni per km². La densità di popolazione è di 942,3 persone per Km². 
La composizione etnica è la seguente:
- 83,29% bianchi
- 9,20% afroamericani
- 0,19% Nativi americani
- 2,61% asiatici
- 0,03% isolani del pacifico
- 5,89% ispanici
- 2,53% altri gruppi
- 2,15% da etnie miste

La popolazione è composta per il 29,4% da persone al di sotto dei 18 anni, 6,4% dai 18 ai 24, 38,9% dai 25 ai 44 anni, 19,2% da 45 a 64 anni, 6,1% superiori ai 64 anni. L'età media è di 33 anni.

## Giornali e Stazioni Radio
- Leesburg today
- Loudoun Times-Mirror
- Purcellville Gazette
- WCRW